# Kirkwood (Califòrnia)
Kirkwood és una concentració de població designada pel cens dels Estats Units a l'estat de Califòrnia. Segons el cens del 2000 tenia 96 habitants.

## Demografia
Segons el cens del 2000, Kirkwood tenia 96 habitants, 19 habitatges, i 4 famílies. La densitat de població era de 16,8 habitants/km².
Per edats la població es repartia de la següent manera: un 7,3% tenia menys de 18 anys, un 62,5% entre 18 i 24, un 24% entre 25 i 44, un 5,2% de 45 a 60 i un 1% 65 anys o més.
L'edat mediana era de 22 anys. Per cada 100 dones de 18 o més anys hi havia 256 homes.
La renda mediana per habitatge era de 46.250 $ i la renda mediana per família de 0 $. Els homes tenien una renda mediana de 17.917 $ mentre que les dones 11.250 $. La renda per capita de la població era de 14.853 $. Cap de les famílies i el 47,9% de la població estaven per davall del llindar de pobresa.

## Poblacions més properes
El següent diagrama mostra les poblacions més properes.